# Wiktor Andersson
Wiktor Herman "Kulörten" Andersson (Kungsbacka, 19 giugno 1887 – Stoccolma, 13 settembre 1966) è stato un attore svedese.

## Filmografia parziale
- En kvinna ombord, regia di Gunnar Skoglund (1941)
- I moschettieri del re (En äventyrare), regia di Gunnar Olsson (1942)
- Colpo fatale (Sjätte skottet), regia di Hasse Ekman (1943)
- La sfida di Robin Hood (Harald Handfaste), regia di Hampe Faustman (1946)
- Laila, la figlia della tempesta (Laila), regia di Rolf Husberg (1958)